# هيلمار بيترسن
هيلمار بيترسن (بالنرويجية البوكمول: Hjalmar Pettersen)‏ هو أمين مكتبة نرويجي، ولد في 13 يناير 1856، وتوفي في 18 يناير 1928 في بيغدوي ‏ في النرويج.